# La stregoneria attraverso i secoli
La stregoneria attraverso i secoli (Häxan) è un film del 1922 diretto da Benjamin Christensen e prodotto dalla Svensk Filmindustri.

## Trama
Il film alterna sequenze di taglio documentaristico a episodi basati prevalentemente sull'azione drammatica.

### Prima parte
Si tratta di una dissertazione accademica sulle apparizioni di demoni e streghe nella cultura primitiva e medievale; utilizza una serie di iconografie di statue, dipinti e xilografie come pezzi dimostrativi. Inoltre, vengono impiegati diversi modelli su larga scala per dimostrare i concetti medievali della struttura del sistema solare e la rappresentazione comunemente accettata dell'Inferno.

### Seconda parte
Il secondo segmento del film è una serie di scene che dimostrano teatralmente la superstizione e le credenze medievali riguardanti la stregoneria, tra cui Satana che tenta una donna addormentata lontano dal letto del marito prima di terrorizzare un gruppo di monaci. Viene anche mostrata una donna che acquista una pozione d'amore da una presunta strega di nome Karna per sedurre un monaco, e una presunta strega di nome Apelone che sogna di svegliarsi in un castello, dove Satana le presenta delle monete che non è in grado di trattenere e feste a cui non può partecipare.

### Parti 3-5
Ambientato nel Medioevo, i tre segmenti espongono un racconto che dimostra il trattamento riservato alle donne sospettate di stregoneria da parte delle autorità religiose dell'epoca. Un tipografo di nome Jesper muore e la famiglia accusa un'anziana donna, Maria la tessitrice, di essere una strega che l'ha ucciso con un maleficio. La moglie di Jesper, Anna, visita la residenza dei giudici itineranti dell'Inquisizione, afferrando il braccio di uno di loro in preda alla disperazione e chiedendo loro di processare Maria per stregoneria.
Maria viene arrestata e, dopo essere stata torturata dagli inquisitori, ammette di essere coinvolta nella stregoneria. Descrive la nascita di bambini generati da Satana, l'essere imbrattati di unguento delle streghe e la partecipazione a un Sabba delle streghe, dove afferma che streghe e stregoni hanno profanato una croce, banchettato con demoni e baciato le natiche di Satana. Lei "nomina" altre presunte streghe, comprese due delle donne nella casa di Jesper. Successivamente, anche Anna viene arrestata come strega quando l'inquisitore di cui ha afferrato il braccio l'accusa di averlo stregato. La ingannano per estorcerle una "confessione", per poi condannarla a bruciare sul rogo. Le didascalie affermano che oltre otto milioni di donne, uomini e bambini furono bruciati per accuse di stregoneria.

### Parti 6-7
I segmenti finali del film cercano di dimostrare come le vecchie superstizioni siano state meglio comprese. Christensen spiega che molti presunti eretici hanno confessato di essere coinvolti nella stregoneria a causa delle atroci torture a cui erano sottoposti. Sebbene non neghi l'esistenza del Diavolo, Christensen afferma che coloro che sono accusati di stregoneria potrebbero aver sofferto di quelli che sono riconosciuti nei tempi moderni come disturbi mentali o neurologici. Una suora di nome suor Cecilia è raffigurata mentre viene costretta da Satana a profanare un'ostia consacrata e a rubare una statua di Gesù bambino. Le sue azioni sono paragonate a quelle di una sonnambula, una piromane e una cleptomane, suggerendo che tali comportamenti sarebbero stati considerati influenzati dal demonio in epoca medievale, mentre le società moderne li riconoscono come disturbi psicologici (indicati nel film come isteria).
Nel finale, il film pone allo spettatore la domanda se esista veramente una differenza fra le credenze medievali e la superstizione moderna, portando come esempio le cartomanti, e se vi sia poi molta differenza fra chi si sbarazzava delle presunte streghe mandandole a morire sul rogo e la nostra società che si libera delle persone sofferenti di disturbi psichici imprigionandole nei manicomi o nelle cliniche.

## Sonorizzazioni
Il film è stato oggetto di diverse sonorizzazioni, in particolare dei musicisti Mauro Lanza e Ghédalia Tazartès.